# Craugastor pozo
La rana de pozo chiapaneca Craugastor pozo es un anfibio caudado de la familia Craugastoridae. La palabra craugastor viene del griego kreass, ‘quebradizo o seco’, y gaster, ‘vientre o estómago’; es decir, significa ‘de vientre seco o quebradizo’.

## Clasificación y descripción de la especie
Es un anuro de la familia Craugastoridae del orden Anura. Es moderadamente grande: los machos alcanzan una longitud de 3.9 a 4.8 cm, mientras que las hembras alcanzan una longitud de 5.8 a 8 cm. La piel del dorso es lisa y la región del canto rostral afilado.
El primer dedo de la mano es más largo que el segundo; los dedos se encuentran expandidos. El dorso normalmente es de color café con una línea cantal oscura y una franja interorbital bien definida. Su garganta es pigmentada y su vientre es de color crema claro a rojizo.

## Distribución de la especie
Es endémica del noroeste de Chiapas (México). Se conoce solo para las tierras altas de Chiapas entre Cintalapa y la Presa Nezahualcóyotl.

## Ambiente terrestre
Vive en la hojarasca de la selva mediana subperennifolia, entre 760 y 1100 m s. n. m. (metros sobre el nivel del mar).

## Estado de conservación
En México no se considera en ninguna categoría de riesgo (Norma Oficial Mexicana 059), pero mundialmente se considera en peligro crítico en la Lista Roja de la UICN. Se encuentra amenazada por la pérdida de su hábitat natural.